# چون دو هوان
چون دو هوان (کره‌ای: 전두환; هانجا: 全斗煥; تلفظ کره‌ای: [tɕʌnduɦwɐn] یا [tɕʌn] [tuɦwɐn]; ۱۸ ژانویه ۱۹۳۱ – ۲۳ نوامبر ۲۰۲۱) ژنرال ارتش و دیکتاتور نظامی اهل کرهٔ جنوبی بود که از سال ۱۹۸۰ تا ۱۹۸۸ به عنوان رئیس‌جمهور کره جنوبی حکومت کرد.